# Station Młynary
Station Młynary is een spoorwegstation in de Poolse plaats Młynary aan de voormalige hoofdspoorlijn van Berlijn naar Koningsbergen. Sinds 2014 is er alleen nog goederenvervoer.